# 4090 Říšehvězd
4090 Říšehvězd eller 1986 RH1 är en asteroid i huvudbältet som upptäcktes den 2 september 1986 av den tjeckiske astronomen Antonín Mrkos vid Kleť-observatoriet i Tjeckien. Den är uppkallad efter Říše hvězd.
Asteroiden har en diameter på ungefär 7 kilometer och den tillhör asteroidgruppen Nysa.